# Анна Боберг
Анна Катаріна Боберг, уроджена Шоландер (Scholander), (швед. Anna Boberg; 3 грудня 1864 — 27 січня 1935) — шведська художниця. Дружина шведського архітектора Фердинанда Боберга. Дочка архітектора Фрідріха Вільгельма Шоландера і онука Акселя Нюстрема. Анна Боберг була різнобічною людиною — вона працювала з керамікою і текстилем (створила «Вазу Павич» для музею Рерстранд). Будучи художником, одночасно працювала сценографом і письменником. Багато з її картин знаходяться в Північній Норвегії, куди Боберг протягом багатьох років здійснювала поїздки.

## Життя і творчість
Анна Боберг народилася 3 грудня 1864 року, була шостою дитиною з семи дітей родини Шоландер. У дитинстві вона вивчала французьку мову, що стало в пригоді їй, коли вона здобувала освіту в Академії Жуліана в Парижі, де вивчала мистецтво живопису. Крім того, в Парижі вона зустріла майбутнього архітектора Фердинанда Боберга, який в цей же час подорожував по Франції. У 1888 році, незважаючи на труднощі з фінансами, молоді люди одружилися. До цього часу Анна Боберг підробляла, малюючи на замовлення картини та малюнки.
У 1887 році Анна Боберг всерйоз зайнялася творчістю. Картини писала аквареллю та олією. У 1888 році відбулася її перша виставка. У 1890-х роках вона писала картини олією на грубому полотні. Ці її роботи нагадували розфарбовані гобелени і були куплені для прикраси стін в готелі Рідберга. Анна Боберг виконувала також настінні роботи для готелю в Сальтшебадені.

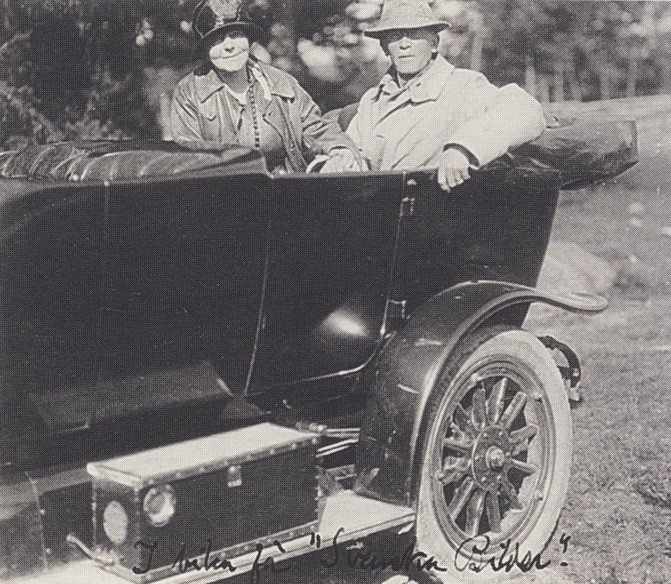
Анна і Фердінанд Боберг подорожують по Швеції, 1915

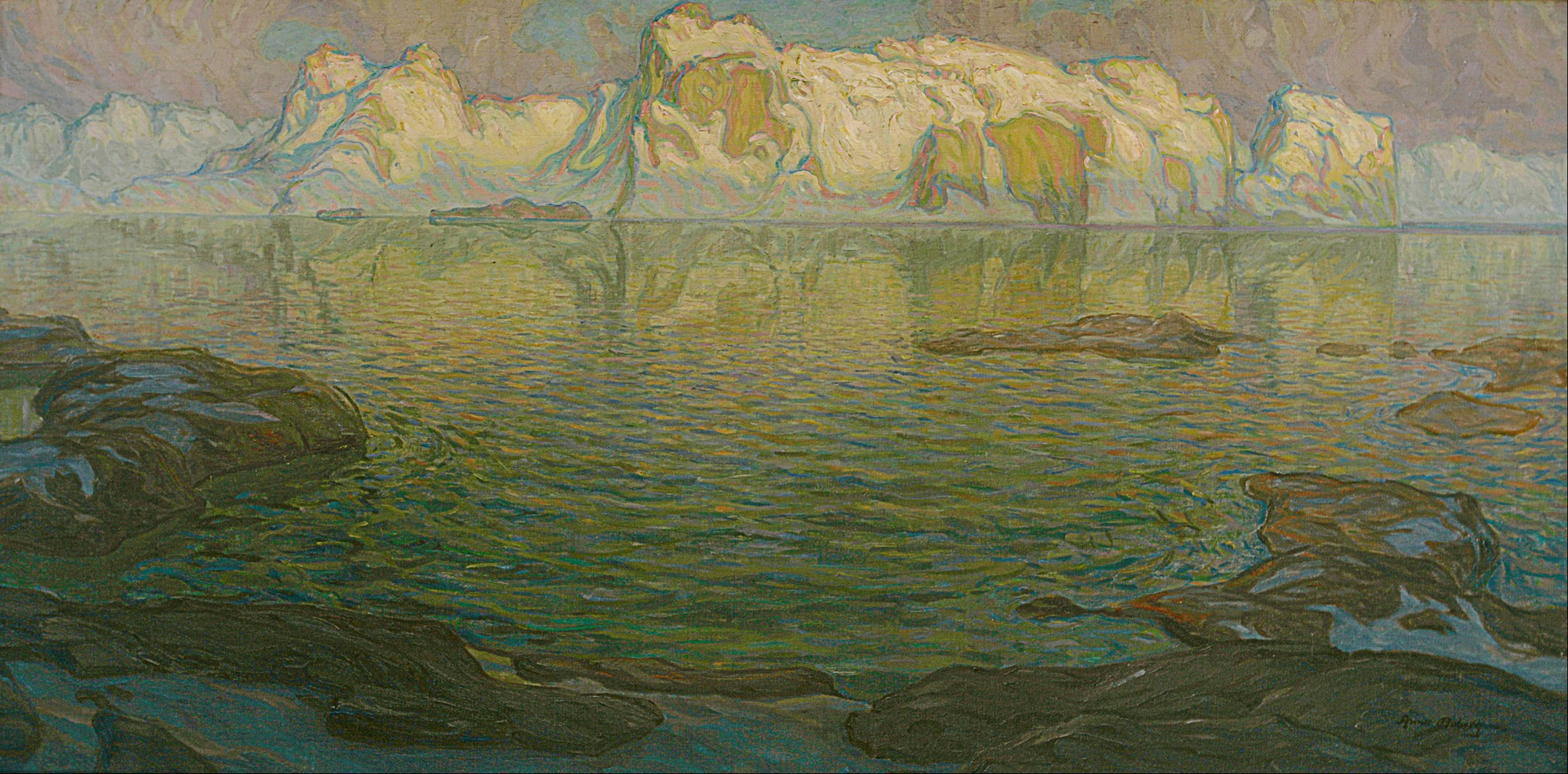
Анна Боберг. «Пейзаж». Полотно, олія, 1910—1914

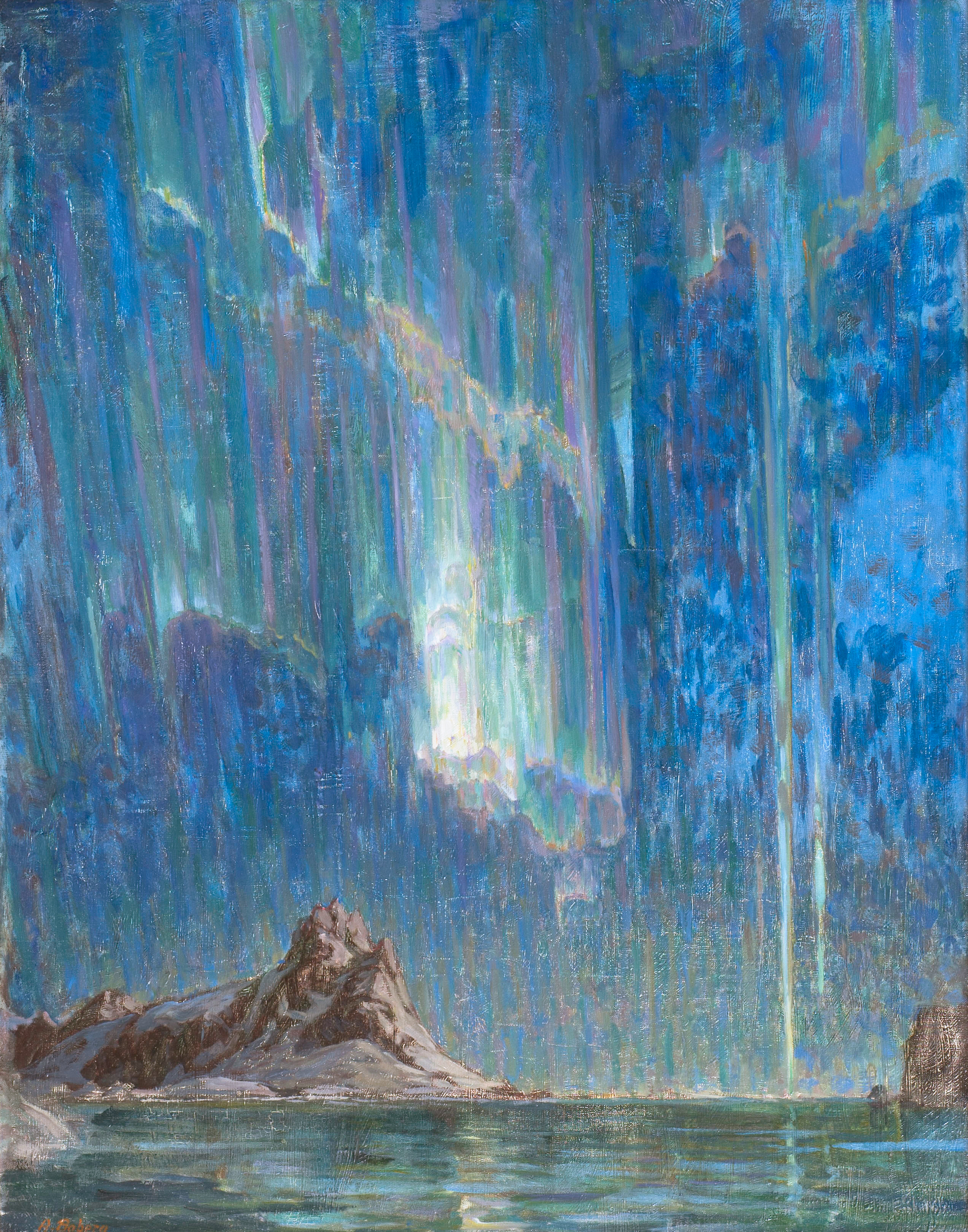
Анна Боберг, «Північне сяйво». Полотно, олія

На межі ХІХ і ХХ століть Анна Боберг багато працювала в галузі декоративно-прикладного мистецтва. Відомі її вази Павич (швед. Påfågelvasen), виконані у 1897 році і текстильні роботи. У 1900 році на Всесвітній виставці в Парижі її чоловік, архітектор Фердинанд Боберг, був автором шведського павільйону, а Анна Боберг створила для цього павільйону численні роботи з текстилю, які були виткані на фабриці Handarbetets vänner.
У 1901 році, під час подорожей по Північній Швеції і Норвегії з чоловіком, Анна Боберг була зачарована краєвидами та природою цих країн. У наступні 33 роки вона малювала за своїми спогадами зимові пейзажі цих північних країн.
У 1903 році картини Анни Боберг виставлялися у Стокгольмі, а у 1905 році — у Парижі. Остання її виставка відбулася у 1927 році.
Після 1915 року її чоловік, Фердинанд Боберг залишив кар'єру архітектора і з Анною Боберг подорожував по Швеції. Під час поїздок Анна Боберг робила подорожні нотатки, які згодом видала окремою книгою. У 1925 році сім'я Боберг переїхала зі Швеції у Париж, а у 1929 році подружжя повернулися в Стокгольм, де проживали на віллі Blecktornet.
У 1935 році Анна Боберг померла після операції. На її похоронах були присутні члени Шведської королівської родини — принц Густав Адольф, принцеса Інгрід і принц Бертіль.

## Галерея
|                    |
| Påfågelvasen 1897. |

|                        |
| Текстиль, Париж, 1900. |

|                                              |
| Настінний малюнок у Grand Hotel Saltsjobaden |

|                              |
| Лофотенський ландшафт, 1910. |

|                              |
| Лофотенський ландшафт, 1910. |